# ペトロヴァラディン
ペトロヴァラディン（セルビア語:Петроварадин / Petrovaradin、ハンガリー語:Pétervárad、ドイツ語:Peterwardein）は、セルビア、ヴォイヴォディナ自治州の州都であるノヴィ・サド市の一地区である。ペトロヴァラディン要塞を取り巻くように、ドナウ川の右岸に位置しており、ドナウ左岸に広がるノヴィ・サド市街地の主要部とは橋で結ばれている。

## 呼称

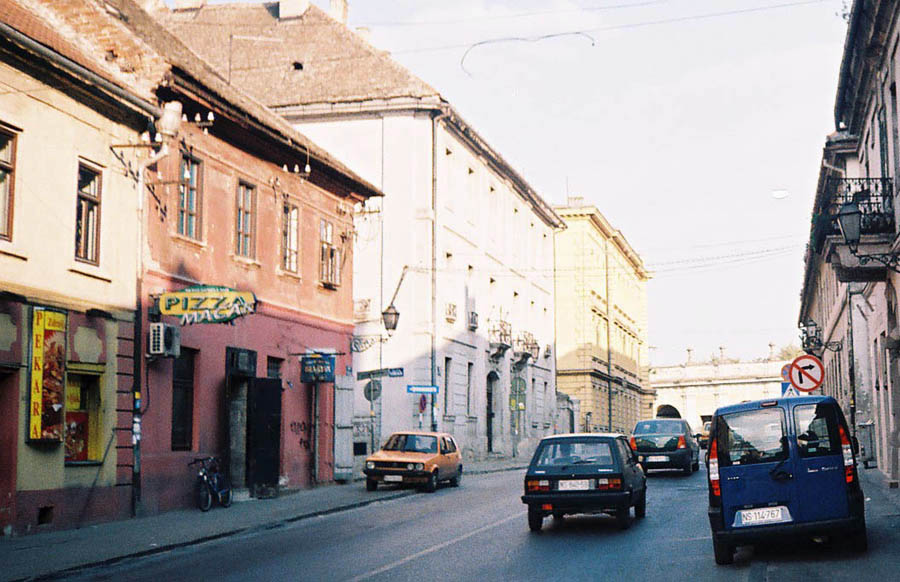
要塞のすぐ下にある、ポドグラジェ・トヴルジャヴェ（Podgrađe Tvrđave）地区の街並み

ローマ帝国がケルト人の部族・スコルディスキを征服したあと、この地にクスム（Cusum）という要塞を築いた。この要塞の場所に後にペトロヴァラディン要塞（Petrovaradin Fortress）が築かれた。町の名前は、ビザンティン帝国が、聖ペトルにちなんでペトリコン（Πετρικον /Petrikòn）と名付けたことに由来している。
1237年の文献で、町ははじめてペトロヴァラディン（ハンガリー語ではペーテルヴァーラド Pétervárad）の名で記されている。ペトロヴァラディンはハンガリー統治時代はペーテルヴァーラドの名で、オスマン帝国統治下ではヴァラディン（Varadin）の名で、ハプスブルク家統治下ではペーターヴァルダイン（Peterwardein）の名で呼ばれてきた。
現在、セルビア語での呼称はペトロヴァラディン（Петроварадин / Petrovaradin）、ハンガリー語での呼称はペーテルヴァーラド（Pétervárad）となっている。

## 歴史

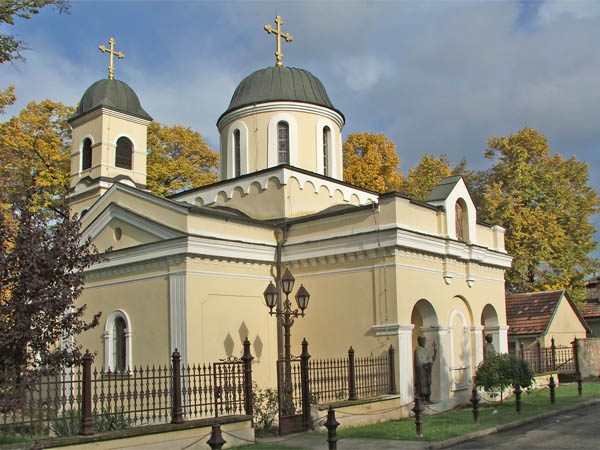
セルビア正教会の聖パヴレ聖堂

この地に人が住んでいた最古の形跡は、紀元前4千5百年ごろの石器時代にまで遡ることができる。この地は紀元前4世紀ごろにケルト人に征服され、紀元前1世紀に古代ローマに征服された。ケルト人はこの地に最初の要塞を築き、ローマ時代の1世紀にはクスム（Cusum）と呼ばれるより大きな要塞が築かれ、パンノニア属州の一部となった。5世紀にフン族の侵入によりクスムは破壊された。
5世紀末には東ローマ帝国（ビザンティン帝国）によって再征服され、クスムあるいはペトリコンの名で呼ばれるようになった。その後、東ゴート王国、ゲピド族、アヴァール、フランク人、ブルガリア人の侵入を経て、再びビザンティンの手に落ちた。
その後12世紀にはハンガリー王国、1526年にオスマン帝国、1687年にハプスブルク君主国の支配下となる。オスマン帝国統治下では、ペトロヴァラディンには200世帯が住んでおり、3つのモスクがあった。町にはキリスト教徒地区もあり、セルビア人が35世帯住んでいた。
18世紀に墺土戦争が起こると、ペトロヴァラディンは1716年8月5日にプリンツ・オイゲンがオスマン帝国の軍を打ち破ったペーターヴァルダインの戦いの主戦場となった。オイゲンは翌1717年にオスマン帝国をベオグラードでも打ち破り（ベオグラード包囲戦）、オスマン帝国はポジャレヴァツで和平を求めて交渉の席につき、パッサロヴィッツ条約が結ばれた。
ハプスブルク家統治下では、ペトロヴァラディンは軍政国境地帯の一部に組み込まれた。1848年から1849年にかけて、町は新設された自治州・セルビア・ヴォイヴォディナの一部となったが、1849年には再び軍政国境地帯の一部へと戻された。1881年に軍政国境地帯が廃止されて以降は、町はオーストリア＝ハンガリー帝国の自治領邦であるクロアチア＝スラヴォニア王国の一部となった。
1918年、新たに誕生したセルビア人・クロアチア人・スロヴェニア人王国の一部となった。1918年から1936年まで、ユーゴスラビア王国空軍（Yugoslav Royal Air Force）の基地がペトロヴァラディンに置かれた。王国が国号をユーゴスラビア王国に改めた1929年から1944年まで、町はドナウ州（Danube Banovina）の一部となった。第二次世界大戦中の1944年、町は枢軸国に占領され、ファシスト勢力によるクロアチア独立国の一部とされた。終戦後、ユーゴスラビア連邦人民共和国を構成するセルビアの一部としてヴォイヴォディナ自治州が設置され、2006年にセルビアが独立国となってからも同国の自治州ヴォイヴォディナに属している。

## 地理
ペトロヴァラディンは、セルビア・ヴォイヴォディナ自治州の州都・ノヴィ・サド市を構成する2つの自治体のひとつである。ノヴィ・サド市（699平方キロメートル）全体のおよそ3割ほどがペトロヴァラディン自治体（以下、ペトロヴァラディン区）に属しており、区の面積はおよそ100-130平方キロメートルである。区の面積のうち3割ほどはノヴィ・サド市街地の一部を成しており、残りは郊外地区となっている。市街地以外の大部分はフルシュカ・ゴーラ国立公園に含まれる。
ペトロヴァラディン区はドナウ川の右岸、標高78メートルから220メートルにわたる地塁山地・フルシュカ・ゴーラの北斜面に位置している。フルシュカ・ゴーラの北側では大規模な地すべりによる地形が形成されているが、スレムスカ・カメニツァとペトロヴァラディン要塞の中程に位置するリブニャク（Ribnjak）地区以外では地すべりの活動は活発ではない。
東側のドナウ川一帯には池、ヨシ原、草地、湿地、森林などが多く、ウォーターヴァイオレット、デンジソウなどの植物が生え、コチョウザメ、ナベコウ、ホクオウクシイモリなどの動物が生息している。2012年にラムサール条約登録地となった。

## 政治
ペトロヴァラディンは、ペトロヴァラディン区の中心地とされている。2002年にノヴィ・サドの行政上の地位が変更されたことにより、ノヴィ・サド市は2つの区に分けられることとなり、ペトロヴァラディン区とノヴィ・サド区が形成された。1980年から1989年までの間、ノヴィ・サド市は複数の自治体が合同して形成されており、ペトロヴァラディンは同市を構成する自治体のひとつであった。1989年にノヴィ・サド市を形成する自治体が合併して単一のノヴィ・サド自治体を形成したことにより、ペトロヴァラディン自治体はなくなり、ノヴィ・サド自治体の一部となった。
2002年、都市（grad）は複数の区を設置することと定められたことにより、ノヴィ・サド市には2つの区が設けられることとなった。2007年に、都市は区を要するとする規定は削除され、セルビア全土で新たに20の自治体が都市となった。しかし、2008年の新しい市憲章でも2つの区の存在が明記された。しかし、2010年に至るまで実際の区による行政は行われておらず、ペトロヴァラディン区は名目上のみの存在であり、区役所も置かれていない。ノヴィ・サド市の行政は、すべてノヴィ・サド市が担っている。

## 集落と地区

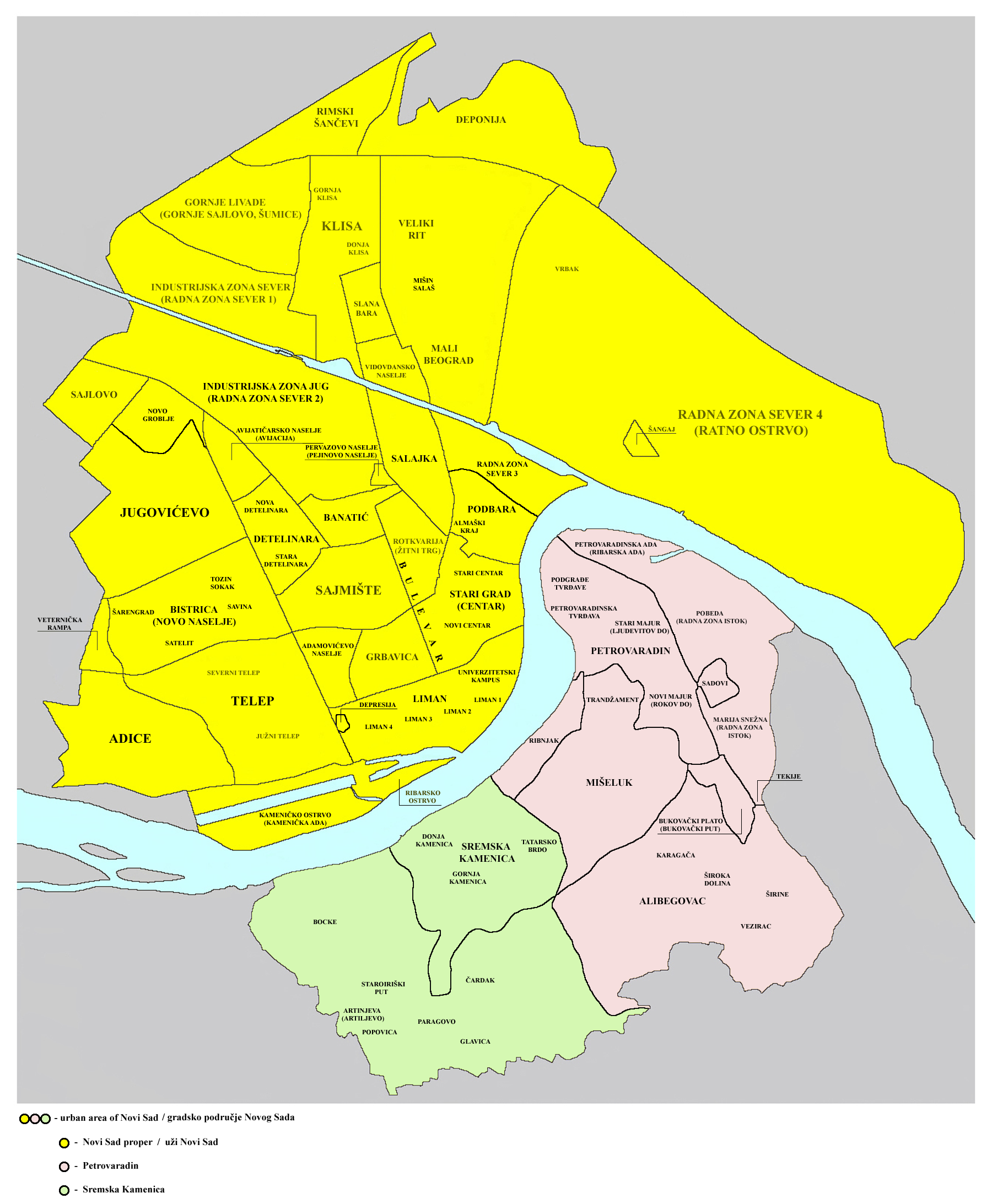
ノヴィ・サド市街地の地区を表した地図。ドナウ川より南がペトロヴァラディン区であり、うち緑色はスレムスカ・カメニツァ、赤色はペトロヴァラディンの市街地である

ノヴィ・サド市街地のうち、ドナウ川右岸のペトロヴァラディン区に含まれる部分は、大きくペトロヴァラディン地区とスレムスカ・カメニツァ地区に分かれる。この市街地の他に、区には3つの集落があり、いずれも村となっている。
- ペトロヴァラディン（ノヴィ・サド市街地の一部）
- スレムスカ・カメニツァ（ノヴィ・サド市街地の一部）
- ブコヴァツ村（Bukovac）
- レディンツィ村（Ledinci）
- スタリ・レディンツィ村（Stari Ledinci）

## 住民

### 区の民族別住民構成
2002年の国勢調査によると、ペトロヴァラディン区に相当する地域の住民の数は31,227人であり、うち24,026人がセルビア人である。全ての集落でセルビア人が多数派を形成している。

### ペトロヴァラディン地区の民族別住民構成
| 民族                 | 1991年 | %      | 2002年 | %      |
| セルビア人           | 5,643  | 50%    | 9,708  | 69.47% |
| クロアチア人         | 2,196  | 19.45% | 1,364  | 9.76%  |
| ユーゴスラビア人     | 1,893  | 16.77% | 779    | 5.58%  |
| マジャル人           | 431    | 3.82%  | 396    | 2.83%  |
| モンテネグロ人       | 250    | 2.22%  | 228    | 1.63%  |
| ウクライナ人         | 219    | 1.94%  | n/a    | -      |
| パンノニア・ルシン人 | n/a    | -      | 141    | 1.01%  |
| その他               | 653    | 5.79%  | 1,357  | 9.71%  |
| 合計                 | 11,285 | -      | 13,973 | -      |

オスマン帝国統治時代、ペトロヴァラディンの住民の大部分はムスリムであり、少数のセルビア人がキリスト教徒地区に居住していた。ハプスブルク家統治時代から20世紀前半にかけて、ペトロヴァラディンで最大の民族はクロアチア人であった。現在も、ペトロヴァラディン市街地の中でスタリ・マユル（Stari Majur）やポドグラジェ・トヴルジャヴェ（Podgrađe Tvrđave）などのクロアチア人地区が残されている。

### 人口推移

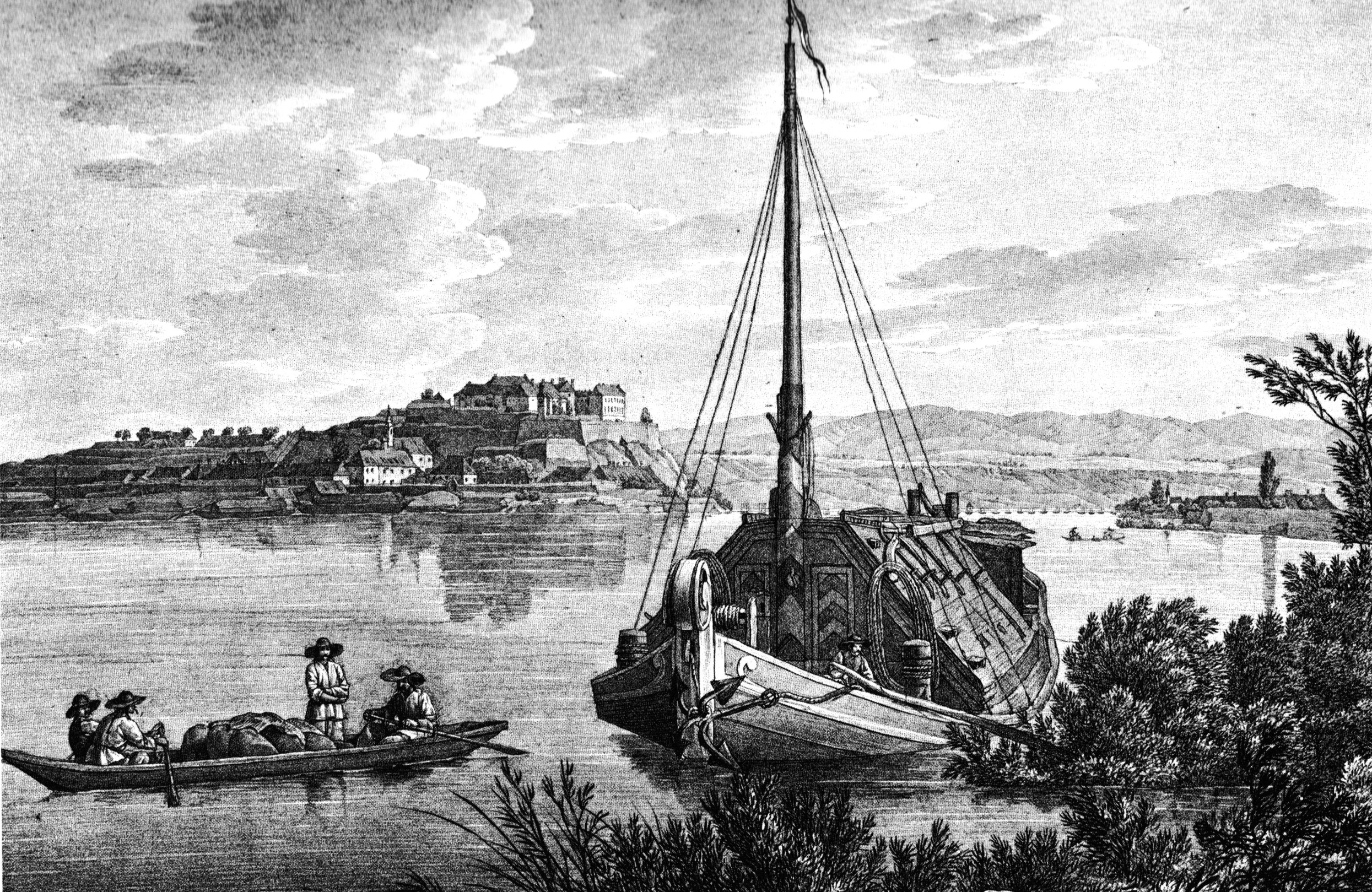
1821年、ドナウ川対岸からみたペトロヴァラディン

1961年、ペトロヴァラディン地区には8,408人が住んでいた。1971年には10,477人、1981年には10,338人、1991年には11,285人、2002年には13,973人が住んでいた。2005年半ばの時点での市役所の推計によると、ペトロヴァラディン地区の住民は15,266人となっている

## 文化
EXITフェスティバル（EXIT）は、恒例の音楽フェスティバルであり、2000年以降、ペトロヴァラディン要塞で毎年開催されている。

## ゆかりの人物
- ヨシップ・イェラチッチ（Josip Jelačić） - クロアチア人のバンで将軍